# Huot Automatic Rifle
A Huot Automatic Rifle foi um projeto canadense de metralhadora leve da época da Primeira Guerra Mundial.

## Projeto e desenvolvimento
Em 1916, a Força Expedicionária Canadense estava desesperadamente carente de metralhadoras leves. Desde que o fuzil Ross foi finalmente retirado de serviço, havia um grande número de fuzis excedentes.

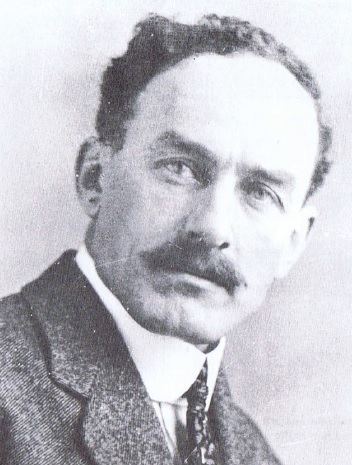
Joseph Alphonse Huot (1918)

Naquele ano, Joseph Huot, um engenheiro de Richmond, Quebec, adaptou a ação de ferrolho de tração direta do Ross. Seu modelo de amostra, que compartilhava 33 peças com o Ross Mark III, tinha um pistão pneumático paralelo ao cano, que movia uma manga do ferrolho para trás, operando a ação. Para absorver o excesso de energia, o ferrolho foi protegido. Todo o mecanismo foi revestido em chapa metálica. Huot copiou o sistema de resfriamento da metralhadora Lewis, então padrão no serviço do Exército Britânico. Alimentava-se de um carregador de tambor de 25 cartuchos. Ele registrou patentes canadenses; #193724 em 8 de março de 1917 (concedido em 4 de novembro de 1919) e #193725 em 13 de novembro de 1917.
No início de setembro de 1916, ele abordou o governo para licenciar a produção da arma, reunindo-se com o coronel Matyche em 8 de setembro, e foi contratado pelo Departamento Experimental de Armas Leves do Governo.
A Dominion Rifle Factory (antiga fábrica de fuzis Ross) construiu uma versão final do projeto, sob a supervisão do Inspetor Assistente de Armas Leves, Major Robert Mills dos Seaforth Highlanders. Foi testado na cidade de Quebec em 12 de novembro de 1916, com um segundo teste de 650 tiros de uma versão melhorada em 15 de fevereiro de 1917. O Mestre-General de Artilharia, Blair, exigiu um terceiro teste, disparando 11.000 tiros (metade da Dominion Cartridge Company, meio Dominion Arsenal) em 5-6 de março de 1917. A Huot também foi examinada no Rockcliffe Rifle Range em 22 de outubro de 1917, o que levou S. C. Meuburn a recomendar que fosse adotada pelo Exército Britânico.
Para promover este objetivo, Blair, A.A. Janson e Huot navegaram para a Grã-Bretanha, chegando a Sandling, Hythe, em 10 de janeiro de 1918, para um extenso teste britânico no estabelecimento de testes de armas da RSAF Enfield. Isso ocorreu entre 19 e 21 de março de 1918, e a Huot competiu contra a Lewis, a Hotchkiss e a Farquhar-Hill. Os resultados pareceram favoráveis. "A Huot se saiu melhor em alguns testes do que a Lewis. Era superior no disparo instantâneo de uma trincheira, na rapidez de entrar em ação ..." Mesmo enlameada, depois de disparar quatro ou cinco tiros de limpeza, voltaria a funcionar, sem a necessidade para decapagem e limpeza; Blair observou que era a única arma no teste capaz de sofrer imersão e fazê-lo.
Ao disparar 10.000 tiros com a Huot, Enfield descobriu sujeira no cilindro de gás aos 4.000 tiros e o cano desgastado aos 10.000. Como este exemplar já teve cerca de 11.000 tiros disparados antes de chegar às mãos de Enfield, isso é compreensível. Usando todas as variedades de munição Mark VII que provavelmente encontrariam (incluindo K, KN, J e US), eles descobriram que a Huot não tinha grandes problemas, embora houvesse paradas inexplicáveis e não exigisse a munição especialmente escolhida que a Lewis exigia. Além disso, a Huot provou ser capaz de disparar 4.000 tiros sem lubrificação ou limpeza; o que a Lewis foi incapaz de fazer.
Em uma carta de 22 de outubro de 1917 ao Ministro de Munições britânico, Blair disse que existiam ferramentas no Canadá e que a Dominion Factory estava pronta para começar a fabricar a Huot, usando peças de Ross programados para desmantelamento. Após exposição a ele na França, o tenente-general Arthur Currie, comandando o Corpo Canadense, relatou que todos os soldados que entraram em contato com a Huot gostaram e, em 1º de outubro de 1918, escreveu solicitando a compra de 5.000, argumentando que as baixas exigiam maior poder de fogo para cada homem restante, bem como permitir que seus homens respondessem ao crescente número de metralhadoras leves alemãs. Não era apreciada por sua aparência física, mas custando C$ 50, era consideravelmente mais barata do que o custo original de C$ 1.000 da Lewis.
Uma desvantagem era que a Huot era totalmente automática, sem possibilidade de disparo semiautomático. O carregador podia ser esvaziado em apenas 3,2 segundos (uma desvantagem compartilhada pelo Browning Automatic Rifle); no entanto, a cadência de tiro era baixa, muito parecida com a de uma Bren, então isso não foi um problema. Um carregador poderia ser trocado em quatro segundos, e um carregador vazio poderia ser preenchido com munição em 30 segundos. A Huot usava um pente de 25 cartuchos para preencher o carregador de tambor. Além disso, a Huot funcionava igualmente bem de cabeça para baixo.
Enfield observou 13 falhas, todas com correções simples, observando que "converter o Ross não foi um assunto complicado". Os testes de campo na França mostraram relatos "bem autenticados" de poucas quebras ou paralisações.

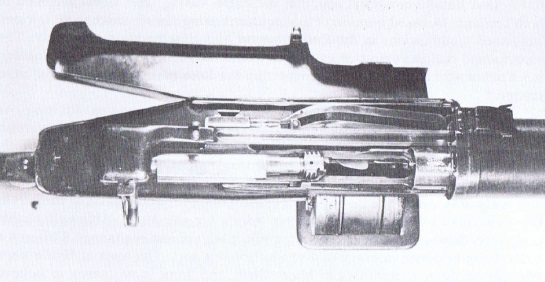
Vista do interior da culatra da Huot

Enfield recomendou uma série de alterações: a tampa do cano fosse dotada de um tubo contínuo e uma extremidade de madeira, permitindo à arma dispensar o resto, que foi criticado pela sua fragilidade; uma tampa de metal corrugado deve ser instalada no corpo, com uma proteção contra poeira sobre a alavanca de manejo; a boca do carregador deve ser chanfrada para facilitar a alimentação; o carregador deve ser feito de metal mais fino para reduzir seu peso excessivo; a tampa da culatra não deve se estender tanto para trás para evitar ferimentos ao operador; fortalecer o extrator para evitar falhas na alimentação com estojos com bordas grossas (um dos poucos problemas de alimentação observados); a alavanca de manejo ser eliminada [um quebra-cabeça, pois as armas ainda precisam ser engatilhadas para o primeiro tiro], removendo também oito novas peças; e o invólucro do cano seja feito de uma só peça, para eliminar um pequeno problema de falha dupla.
A guerra terminou antes da arma entrar em serviço e a ideia foi abandonada. Huot havia perdido um total de aproximadamente C$ 30.000.

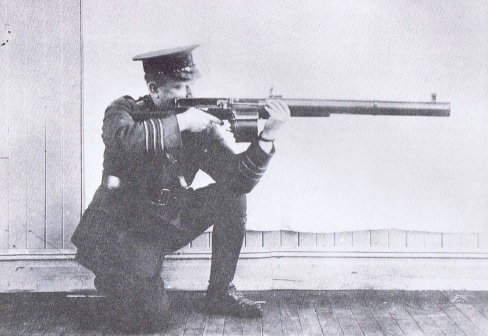
Major Robert Blair com uma Huot

Sabe-se da existência de quatro espécimes (2015). 
- Série # 1 - O Museu do Exército na Cidadela de Halifax, Nova Escócia.
- Série # 2 - Museu e Arquivos Seaforth Highlanders do Canadá, Vancouver, Colúmbia Britânica. Esta foi a lembrança pessoal do Coronel Blair e está completa com o pente e o pesado estojo de couro para transporte. Os adesivos da empresa de transporte neste estojo indicam que esta é uma das Huot levadas ao exterior para teste.
- Série # 4 - Museu Canadense da Guerra, Ottawa, Ontário.
- Série # 5 - Museu Canadense da Guerra, Ottawa, Ontário.

O número de série 3 não foi localizado e não se sabe quantos foram construídos.